# 倒车
倒车是指駕駛員沿相反方向操控车辆的过程。司機在倒車時往往要觀察後視鏡。在一些大型或豪华的车辆中還配有倒車顯影。许多工业用的车辆，如堆高機，在倒车时會自动播放語音提醒。在英国，卡车也要安装警告装置，在倒車時該裝置會反复提醒周圍的人「倒車請注意！」。